# Pentax ME Super
Pentax ME Super — малоформатный однообъективный зеркальный фотоаппарат, производившийся с 1980 до 1986 (по другим сведениям 1987) года в чёрном и чёрно-серебристом исполнении. Кроме того, выпускались ограниченные партии Pentax ME Super SE (Special Edition) с улучшенной отделкой корпуса и диагональными клиньями Додена вместо горизонтальных у обычной версии.

## Основные характеристики
- Режимы: ручной, приоритета диафрагмы, Bulb и режим синхронизации со вспышкой.
- Задержка спуска 4-10 секунд.
- Экспокоррекция ±2 EV с шагом — 1 EV.
- Блокировка экспозамера отсутствует.
- Затвор из металлических шторок с вертикальным ходом 4 — 1/2000 сек, В. Затвор отрабатывает две механические выдержки: X (1/125) и В.
- Ручная протяжка плёнки.
- Мультиэкспозиция
- Питание 2 × 1,5 Вольта (A76, SR44, LR44).
- Встроенный TTL-экспонометр на основе арсенида галлия.
- Репетир диафрагмы отсутствует.
- Несменный фокусировочный экран с горизонтальным клином и микропризмами.
- Отображение в видоискателе: выдержки, экспокоррекции и готовности автоматических вспышек.
- Блокировка спуска.
- Выдержка синхронизации 1/125 с.

## Совместимость

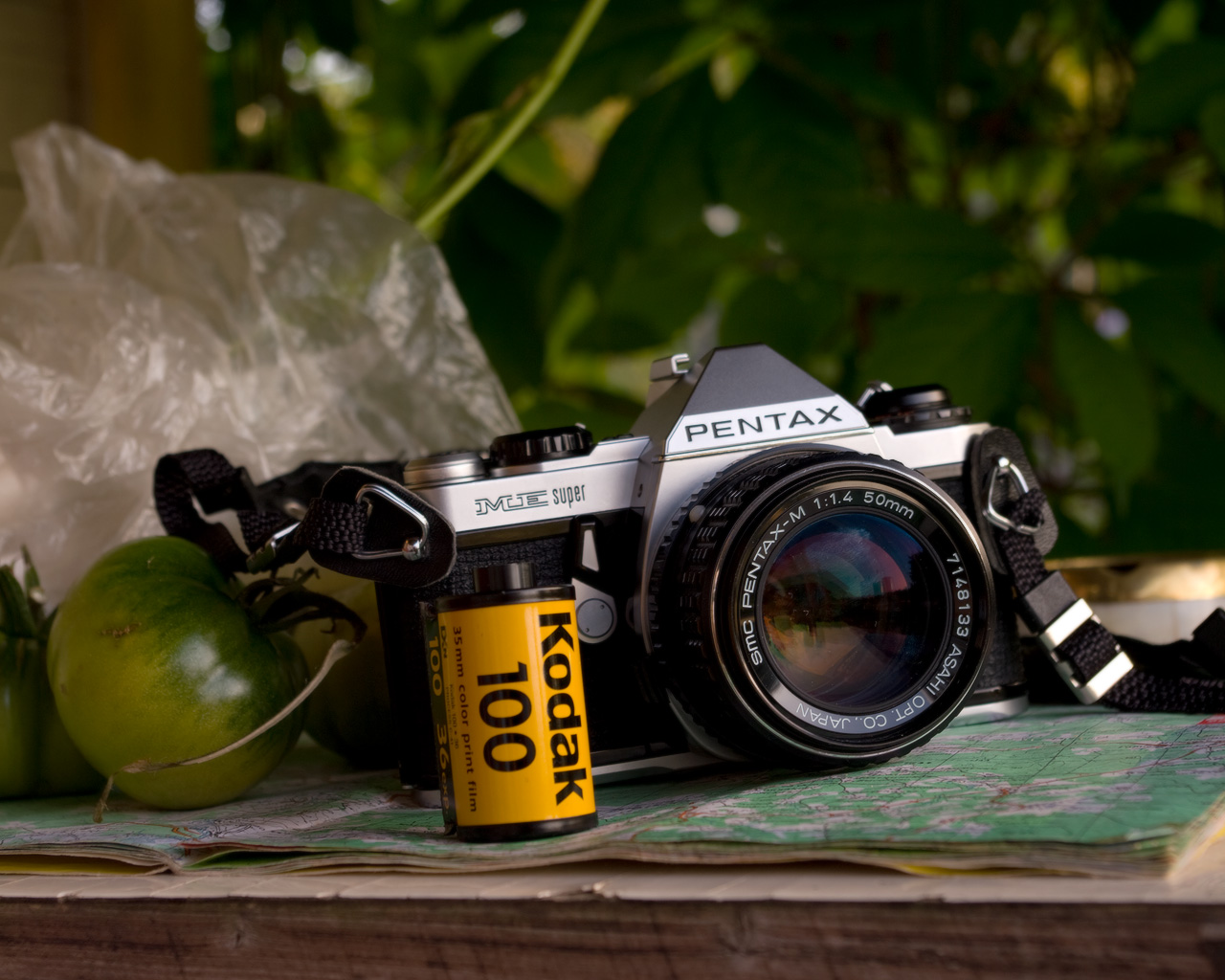

Как и любая другая камера Pentax оснащённая байонетом K, ME Super не может управлять диафрагмой объективов без кольца диафрагм. С объективами, имеющими на кольце диафрагм положение «А» необходимо использовать положения с числовыми значениями.

## Дальнейшее развитие
На базе этой камеры, после серьёзных доработок, была выпущена первая серийная автофокусная камера Pentax ME F.